# Aaron Glenn
Aaron Devone Glenn (* 16. Juli 1972 in Humble, Texas) ist ein US-amerikanischer American-Football-Trainer und ehemaliger -Spieler. Aktuell ist er der Head Coach der New York Jets in der NFL. Davor war er als Assistenztrainer unter anderem bei den Detroit Lions und den New Orleans Saints tätig. Als Spieler war der Cornerback über 10 Jahre bei verschiedenen Teams in der NFL aktiv.

## Frühe Jahre und College
Glenn wurde im texanischen Humble geboren, wo er auch aufwuchs. Als Kind spielte er in der Humble Area Football League. Er besuchte die Nimitz High School in Houston, Texas, an der er in der Football-, Basketball- und Leichtatlethikmannschaft aktiv war. Im Footballteam kam er sowohl in der Offense als auch in der Defense zum Einsatz: Während er in der Offense mit dem Ball in seinem letzten Jahr für über 1000 Yards laufen konnte, gelangen ihm in der Defense sieben Interceptions. Nach seinem Highschoolabschluss ging er ans Navarro College in Corsicana, Texas, an dem er für zwei Jahre spielte. Dort wurde er zu einem der besten Spieler im Junior College und wurde ins Junior College All-American-Team gewählt. Er konnte als Sophomore 60 Tackles und zwei Interceptions verzeichnen, woraufhin das Interesse von größeren Schulen geweckt wurde.
So wechselte Glenn 1992 an die Texas A&M University in College Station, Texas, an der er fortan als Defensive Back und Return Specialist zum Einsatz kam. In den zwei Jahren an der Schule kam er in 23 Spielen zum Einsatz und konnte dabei neun Interceptions verzeichnen. Außerdem gelangen ihm insgesamt vier Touchdowns, zwei als Defensive Back und zwei als Return Specialist. Mit insgesamt 20 aufgehaltenen Pässen setzte er außerdem eine neue Bestleistung der Schule. In beiden Jahren wurde Glenn daraufhin ins First-Team All-SWC gewählt. Daneben wurde er 1993 zum All-American ernannt. Außerdem wurde er 1992 SWC Newcomer of the Year, 1993 SWC Defensive Player of the Year. Auch mit seinem Team war er sehr erfolgreich und konnte in beiden Jahren die SWC gewinnen. In beiden Jahren unterlagen sie jedoch im anschließenden Cotton Bowl Classic der Notre Dame University. Außerdem erhielt er einen Bachelor-Abschluss in Business Management von der Universität. Im Jahr 2000 wurde Glenn schließlich in die Texas A&M Sports Hall of Fame aufgenommen.

## Spielerkarriere

### New York Jets
Beim NFL-Draft 1994 wurde Glenn in der 1. Runde an 12. Stelle von den New York Jets ausgewählt. Dort wurde er unter dem neuen Cheftrainer Pete Carroll auf Anhieb Stammspieler in der Defense der Jets. Daneben kam er auch bei den Jets als Return Specialist zum Einsatz. Er debütierte direkt am 1. Spieltag der Saison 1994 bei einem 23:3-Sieg gegen die Buffalo Bills für sein neues Team, bei dem er direkt zwei Tackles verzeichnen konnte. Am 12. Spieltag konnte er beim 31:21-Sieg gegen die Minnesota Vikings insgesamt 10 Tackles verzeichnen, sein erstes Spiel mit mindestens 10 Tackles. Insgesamt gelangen ihm in der Saison 67 Tackles, außerdem konnte er zwei Fumbles erzwingen. Auch im folgenden Jahr blieb Glenn unter Rich Kotite wichtiger Spieler in der Defense der Jets. Am 13. Spieltag der Saison 1995 konnte er beim 16:10-Sieg gegen die Seattle Seahawks seine erste Interception in der NFL von Rick Mirer fangen. Am 3. Spieltag der Saison 1996 konnte Glenn bei der 36:27-Niederlage gegen die Miami Dolphins eine Interception von Dan Marino in der eigenen Endzone fangen, die er über das gesamte Feld zu einem Touchdown für die Jets zurücktrug. Durch diesen Touchdown über 100 Yards stellte er einen neuen teaminternen Rekord über die längsten Interception Return Touchdown auf. Am 16. Spieltag gelang ihm nach einer Interception von Ty Detmer von den Philadelphia Eagles erneut ein Touchdown.
Nach zwei sportlich sehr schwachen Jahren übernahm zur Saison 1997 Bill Parcells als neuer Head Coach die New York Jets. Unter ihm konnte sich das Team stetig verbessern. Auch Glenn zeigte 1997 gute Leistungen und nach 65 Tackles und einer Interception erstmals in den Pro Bowl berufen. In der Saison 1998 gelangen ihm gleich sechs Interceptions, obwohl er die letzten drei Saisonspiele verletzungsbedingt verpasste. So wurde er auch 1998 in den Pro Bowl berufen. Nach 12 Siegen bei nur vier Niederlagen konnten sich die Jets als Sieger der AFC East erstmals seit 1991 für die Playoffs qualifizieren. So gab Glenn sein Postseason-Debüt beim 34:24-Sieg gegen die Jacksonville Jaguars in der Divisional Round. Im anschließenden AFC Championship Game unterlagen die Jets jedoch den Denver Broncos. In den Saisons 1999 und 2000 verpassten die Jets mit Glenn, dem drei bzw. vier Interceptions gelangen, die Playoffs jedoch wieder, 2001 schieden sie in der Wildcard-Runde aus. Am 10. Spieltag der Saison 2001 konnte Glenn nach einer Interception von Jay Fiedler seinen dritten Defensive Touchdown für die Jets verzeichnen. Insgesamt konnte er in seiner Zeit bei den Jets 396 Tackles und 24 Interceptions mit drei Touchdowns sowie einen Kick-Return-Touchdown verzeichnen.

### Houston Texans
Zur Saison 2002 wurden die Houston Texans das neueste Team in der NFL. Beim Expansion-Draft 2002 wurde Glenn an 3. Stelle ausgewählt und schloss sich daraufhin den Texans an. Dort wurde er unter Dom Capers auf Anhieb Stammspieler in der Defense und debütierte direkt am 1. Spieltag beim 19:10-Sieg gegen die Dallas Cowboys, bei dem er auch direkt die erste Interception in der Geschichte der Texans von Quincy Carter fing. Am 11. Spieltag gelang ihm bei der 21:24-Niederlage gegen die Jacksonville Jaguars sein erster und einziger Sack in der NFL. Beim 24:6-Sieg gegen die Pittsburgh Steelers am 14. Spieltag konnte er zum ersten Mal in seiner Karriere zwei Interceptions in einem Spiel fangen, beide von Tommy Maddox, und beide Interceptions zu Touchdowns für die Texans zurücktragen. Mit insgesamt 67 Tackles und fünf Interceptions wurde er 2002 zum dritten Mal in seiner Karriere in den Pro Bowl gewählt. In den folgenden beiden Jahren blien Glenn ein wichtiger Bestandteil in der Defense der Texans, die jedoch eines der schlechtesten Teams der NFL blieben. Während er 2003 jedoch auch von Verletzungen ausgebremst wurde, konnte er 2004 statistisch wieder an sein erstes Jahr bei den Texans anknüpfen. Nach der Saison 2004 wurde er jedoch ein Free Agent.

### Dallas Cowboys
Zur Saison 2005 unterschrieb Glenn einen Vertrag über zwei Jahre bei den Dallas Cowboys, wo er erneut auf Parcells als Head Coach traf. Direkt bei seinem ersten Spiel für die Cowboys, einem 28:24-Sieg gegen die San Diego Chargers am 1. Spieltag, konnte er auch seine erste Interception fangen. Insgesamt blieb Glenn in Dallas jedoch nur Rotationsspieler in der Defense der Cowboys. Am 13. Spieltag der Saison 2005 gelangen ihm bei der 10:17-Niederlage gegen die New York Giants erneut zwei Interceptions in einem Spiel, diesmal beide von Quarterback Eli Manning. In der Saison 2006 kam er zwar noch weniger zum Einsatz, konnte jedoch nach neun Siegen bei sieben Niederlagen zum dritten Mal in seiner Karriere die Playoffs erreichen. Allerdings unterlagen die Cowboys dort direkt in der ersten Runde den Seattle Seahawks. Zur Saison 2007 wurde Wade Phillips neuer Cheftrainer der Cowboys, der ihn am 1. September 2007 entließ.

### Jacksonville Jaguars
Nur zwei Tage nach seiner Entlassung bei den Cowboys unterschrieb Glenn einen Vertrag bei den Jacksonville Jaguars. Dort kam er jedoch aufgrund von Verletzungen nur in fünf Spielen zum Einsatz. Am 8. Spieltag konnte er beim 24:23-Sieg gegen die Tampa Bay Buccaneers eine Interception von Jeff Garcia in einen Touchdown umwandeln. Auch die beiden Playoffspiele der Mannschaft verpasste er verletzungsbedingt. Nach der Saison wurde er ein Free Agent.

### New Orleans Saints
Im April 2008 unterschrieb Glenn daraufhin bei den New Orleans Saints für die folgende Saison. Auch in New Orleans wurde er jedoch stark von Verletzungen ausgebremst und kam nur in vier Spielen zum Einsatz, am Ende der Saison wurde er sogar auf die Injured Reserve Liste gesetzt. Nachdem sein Vertrag am Ende der Saison 2008 offiziell ausgelaufen war, erklärte er am 28. Juli 2010 offiziell sein Karriereende.

## Trainerkarriere

### Anfänge und Assistenzpositionen
Nach dem Ende seiner aktiven Karriere wurde Glenn zunächst General Manager bei den Houston Stallions, einem Team in der Lone Star Football League. Nach der Saison musste das Team seinen Betrieb jedoch einstellen. Glenn kehrte daraufhin zu den New York Jets zurück, für die er von 2012 bis 2013 als Scout arbeitete. Zur Saison 2014 wurde er schließlich ins Trainerteam der Cleveland Browns als Assistant Defensive Backs Coach unter Cheftrainer Mike Pettine aufgenommen. Nachdem die Browns in den Saisons 2014 und 2015 die Playoffs jedoch verpasst hatten, wurden Pettine und sein Trainerteam nach der Saison 2015 bei den Browns entlassen. Glenn schloss sich daraufhin den New Orleans Saints an, bei denen er unter Cheftrainer Sean Payton Secondary Coach wurde. In den folgenden fünf Saisons erreichte er mit seiner Mannschaft mehrfach die Playoffs.

### Defensive Coordinator der Detroit Lions
Zur Saison 2021 wurde er Defensive Coordinator bei den Detroit Lions. Diese hatten zuvor Dan Campbell als ihren neuen Cheftrainer verpflichtet. Dieser war parallel zu Glenn Assistenzcheftrainer sowie Trainer der Tight Ends bei den Saints gewesen, außerdem hatten beide 2005 zusammen bei den Dallas Cowboys gespielt. Bei den Lions gelang es dem Trainerteam, aus einer der schlechtesten Mannschaften der Liga in den folgenden Jahren eine der besten zu formen. Sowohl 2023 als auch 2024 konnten die Lions die NFC North gewinnen, 2023 scheiterten sie erst im NFC Championship Game an den San Francisco 49ers. Auch die Defense der Lions entwickelte sich in den Jahren zu einer der stärksten der Liga.

### Head Coach der New York Jets
Nach den erfolgreichen Jahren bei den Lions galt Glenn als ein aussichtsreicher Kandidat auf einen Cheftrainerposten für die Saison 2025. Nachdem er bei verschiedenen Teams gehandelt worden war, unterschrieb er am 22. Januar 2025 einen Vertrag bei den New York Jets, dem Team, bei dem auch seine NFL-Karriere begonnen hatte.

## Karrierestatistiken

### Als Spieler
| Legende | Legende            |
| ------- | ------------------ |
| Fett    | Karrierehöchstwert |

#### Regular Season
| Saison                             | Team             | Spiele | Spiele      | Tackles | Tackles | Tackles | Tackles | Interceptions | Interceptions | Interceptions | Interceptions | Interceptions | Interceptions | Fumbles | Fumbles | Fumbles | Returning | Returning | Returning | Returning | Returning | TD gesamt |
| Saison                             | Team             | Spiele | als Starter | Gesamt  | Solo    | Assist  | Sacks   | PD            | Int           | Yards         | Avg           | Lang          | TD            | FF      | FR      | TD      | Anzahl    | Yards     | Avg       | Lang      | TD        | TD gesamt |
| ---------------------------------- | ---------------- | ------ | ----------- | ------- | ------- | ------- | ------- | ------------- | ------------- | ------------- | ------------- | ------------- | ------------- | ------- | ------- | ------- | --------- | --------- | --------- | --------- | --------- | --------- |
| 1994                               | Jets             | 15     | 15          | 67      | 58      | 9       | 0,0     | 0             | 0             | 0             | 0,0           | 0             | 0             | 2       | 1       | 0       | 27        | 582       | 21,6      | 45        | 0         | 0         |
| 1995                               | Jets             | 16     | 16          | 52      | 42      | 10      | 0,0     | 0             | 1             | 17            | 17,0          | 17            | 0             | 1       | 1       | 0       | 1         | 12        | 12,0      | 12        | 0         | 0         |
| 1996                               | Jets             | 16     | 16          | 44      | 38      | 6       | 0,0     | 0             | 4             | 113           | 28,3          | 100           | 2             | 1       | 0       | 0       | 1         | 6         | 6,0       | 6         | 0         | 2         |
| 1997                               | Jets             | 16     | 16          | 65      | 54      | 11      | 0,0     | 0             | 1             | 5             | 5,0           | 5             | 0             | 0       | 0       | 0       | 28        | 741       | 26,5      | 96        | 1         | 1         |
| 1998                               | Jets             | 13     | 13          | 48      | 47      | 1       | 0,0     | 0             | 6             | 23            | 3,8           | 26            | 0             | 0       | 1       | 0       | 24        | 585       | 24,4      | 62        | 0         | 0         |
| 1999                               | Jets             | 16     | 16          | 49      | 43      | 6       | 0,0     | 8             | 3             | 20            | 6,7           | 12            | 0             | 0       | 1       | 0       | 27        | 601       | 22,3      | 46        | 0         | 0         |
| 2000                               | Jets             | 16     | 16          | 38      | 28      | 10      | 0,0     | 14            | 4             | 34            | 8,5           | 34            | 0             | 0       | 0       | 0       | 3         | 51        | 17,0      | 22        | 0         | 0         |
| 2001                               | Jets             | 13     | 12          | 33      | 28      | 5       | 0,0     | 14            | 5             | 82            | 16,4          | 60            | 1             | 1       | 2       | 0       | 2         | 6         | 3,0       | 4         | 0         | 1         |
| 2002                               | Texans           | 16     | 16          | 67      | 56      | 11      | 1,0     | 18            | 5             | 181           | 36,2          | 70            | 2             | 0       | 0       | 0       | 0         | 47        | 47,0      | 47        | 0         | 2         |
| 2003                               | Texans           | 11     | 11          | 35      | 29      | 6       | 0,0     | 12            | 1             | 0             | 0,0           | 0             | 0             | 0       | 0       | 0       | 0         | 0         | 0,0       | 0         | 0         | 0         |
| 2004                               | Texans           | 16     | 16          | 64      | 56      | 8       | 0,0     | 14            | 5             | 40            | 8,0           | 23            | 0             | 0       | 1       | 0       | 4         | 22        | 5,5       | 18        | 0         | 0         |
| 2005                               | Cowboys          | 16     | 7           | 32      | 29      | 3       | 0,0     | 13            | 4             | 10            | 2,5           | 10            | 0             | 0       | 0       | 0       | 1         | 20        | 20,0      | 20        | 0         | 0         |
| 2006                               | Cowboys          | 16     | 1           | 22      | 20      | 2       | 0,0     | 7             | 1             | 7             | 7,0           | 7             | 0             | 0       | 0       | 0       | 3         | 24        | 8,0       | 14        | 0         | 0         |
| 2007                               | Jaguars          | 5      | 4           | 15      | 13      | 2       | 0,0     | 1             | 1             | 28            | 28,0          | 28            | 1             | 0       | 0       | 0       | 0         | 0         | 0,0       | 0         | 0         | 1         |
| 2008                               | Saints           | 4      | 1           | 8       | 7       | 1       | 0,0     | 1             | 0             | 0             | 0,0           | 0             | 0             | 0       | 0       | 0       | 0         | 0         | 0,0       | 0         | 0         | 0         |
| gesamte Karriere                   | gesamte Karriere | 205    | 176         | 639     | 548     | 91      | 1,0     | 102           | 41            | 560           | 13,7          | 100           | 6             | 5       | 7       | 0       | 121       | 2697      | 22,3      | 96        | 1         | 7         |
| Quelle: pro-football-reference.com |                  |        |             |         |         |         |         |               |               |               |               |               |               |         |         |         |           |           |           |           |           |           |

#### Postseason
| 1998                               | Jets             | 2 | 0 | 1                               | 1                               | 0                               | 0,0                             | 0                               | 0                               | 0                               | 0,0                             | 0                               | 0                               | 0                               | 0                               | 0                               | 0                               | 0                               | 0,0                             | 0                               | 0                               | 0                               |                                 |                                 |
| 2001                               | Jets             | 1 | 1 | 4                               | 3                               | 1                               | 0,0                             | 0                               | 0                               | 0                               | 0,0                             | 0                               | 0                               | 0                               | 0                               | 0                               | 0                               | 0                               | 0,0                             | 0                               | 0                               | 0                               |                                 |                                 |
| 2006                               | Cowboys          | 1 | 0 | 2                               | 2                               | 0                               | 0,0                             | 1                               | 0                               | 0                               | 0,0                             | 0                               | 0                               | 0                               | 0                               | 0                               | 0                               | 0                               | 0,0                             | 0                               | 0                               | 0                               |                                 |                                 |
| 2007                               | Jaguars          | 0 | 0 | verletzungsbedingt ohne Einsatz | verletzungsbedingt ohne Einsatz | verletzungsbedingt ohne Einsatz | verletzungsbedingt ohne Einsatz | verletzungsbedingt ohne Einsatz | verletzungsbedingt ohne Einsatz | verletzungsbedingt ohne Einsatz | verletzungsbedingt ohne Einsatz | verletzungsbedingt ohne Einsatz | verletzungsbedingt ohne Einsatz | verletzungsbedingt ohne Einsatz | verletzungsbedingt ohne Einsatz | verletzungsbedingt ohne Einsatz | verletzungsbedingt ohne Einsatz | verletzungsbedingt ohne Einsatz | verletzungsbedingt ohne Einsatz | verletzungsbedingt ohne Einsatz | verletzungsbedingt ohne Einsatz | verletzungsbedingt ohne Einsatz | verletzungsbedingt ohne Einsatz | verletzungsbedingt ohne Einsatz |
| gesamte Karriere                   | gesamte Karriere | 4 | 1 | 7                               | 6                               | 1                               | 0,0                             | 1                               | 0                               | 0                               | 0,0                             | 0                               | 0                               | 0                               | 0                               | 0                               | 0                               | 0                               | 0,0                             | 0                               | 0                               | 0                               |                                 |                                 |
| Quelle: pro-football-reference.com |                  |   |   |                                 |                                 |                                 |                                 |                                 |                                 |                                 |                                 |                                 |                                 |                                 |                                 |                                 |                                 |                                 |                                 |                                 |                                 |                                 |                                 |                                 |